# Sospita mambarensis
Sospita mambarensis är en fjärilsart som beskrevs av Rothschild och Jordan 1907. Sospita mambarensis ingår i släktet Sospita och familjen juvelvingar. Inga underarter finns listade i Catalogue of Life.